# 빌리 개러티
윌리엄 개러티 (1878년 10월 6일 ~ 1931년 5월 6일)는 공격수 로 활약한 축구 선수 였다. 그는 영국 프로 축구 초창기에 선수 생활을 시작했으며, 1897년 8월부터 1908년 9월까지 애스턴 빌라 에서 뛰었다. 그는 빌라에서 뛰기 전에는 애스턴 셰익스피어에서 뛰었다. 개러티는 1903년 웨일즈 와의 경기에서 한 번 잉글랜드 대표로 출전했다.